# Stibasoma aureoguttatum
Stibasoma aureoguttatum är en tvåvingeart som beskrevs av Krober 1931. Stibasoma aureoguttatum ingår i släktet Stibasoma och familjen bromsar. Inga underarter finns listade i Catalogue of Life.